# روابط تانزانیا و چین
روابط تانزانیا و چین روابط خارجی بین تانزانیا و چین است. چین روابط دیپلماتیک با تانگانیکا و زنگبار به ترتیب در ۹ دسامبر ۱۹۶۱ و ۱۱ دسامبر ۱۹۶۳ برقرار کرد. هنگامی که تانگانیکا و زنگبار متحد شدند و در ۲۶ آوریل ۱۹۶۴ به تانزانیا تبدیل شدند، چین روابط دیپلماتیک خود را با آن گسترش داد.
تانگانیکا دهمین ایالت آفریقایی بود که جمهوری خلق چین را در سال ۱۹۶۴ به رسمیت شناخت و اولین کشوری بود که طی چند روز پس از استقلال این کشور را به رسمیت شناخت. ناآرامی های نظامی و سیاسی در دهه ۱۹۶۰ در سرزمین اصلی تانزانیا و زنگبار باعث تقویت بیشتر روابط بین دو کشور شد. در ۱۲ ژانویه ۱۹۶۴، انقلاب زنگباری به طور چشمگیری نفوذ چین را افزایش داد زیرا چین به سرعت رژیم جدید را به رسمیت شناخت و کمک های توسعه ای و کمک های نظامی ارائه کرد. علاوه بر این، شورش ارتش تانگانیکان در ۱۹ ژانویه ۱۹۶۴، موجب شد مسپولان وقت درخواست کمک نظامی خارجی برای بازسازی ارتش داشته باشند. این درخواست ابتدا توسط چینی ها، که تامین کنندگان اصلی کمک های نظامی به نیروی دفاع مردمی تانزانیا بودند، پاسخ داده شد.  علاوه بر این، مقاومت تانزانیا در برابر همسویی با هر یک از ابرقدرت‌های جنگ سرد و تأکید مستمر بر آزادسازی جنوب آفریقا، در تضاد با سیاست های غربی ها بود. در سال ۱۹۷۰، چین به تامین کننده اصلی کمک های نظامی به نیروهای مسلح تانزانیا تبدیل شد و به بزرگترین منبع کمک های توسعه ای دوجانبه تبدیل شد.

## طرح های عمرانی

### تازارا
راه آهن تانزانیا-زامبیا (تازارا) یک راه آهن به طول ۱۸۶۰ کیلومتر از دارالسلام واقع در تانزانیا، تا کاپریمپوشی واقع در زامبیا است. این خط ریلی آفریقای مرکزی و جنوبی را به شرق آفریقا متصل می کند. با وجود این خط ریلی تجارت، گردشگری و همکاری بین دولتی  تسهیل می شود. در ۵ سپتامبر ۱۹۶۷، اولین توافقنامه در مورد راه آهن توسط چین، تانزانیا و زامبیا امضا شد که نشان دهنده آغاز تعهد رسمی چین به پروژه بود، زیرا آنها موافقت کردند که نیروی انسانی فنی و حرفه ای مورد نیاز برای هر مرحله از ساخت و ساز را تامین کنند. در سال ۱۹۷۰، چین رسماً موافقت کرد که پروژه را با اعطای وام ۴۰۱ میلیون دلاری بدون بهره که به طور مساوی بین تانزانیا و زامبیا تقسیم می شد، تأمین مالی کند. این وام به مدت ۳۰ سال با مهلت ۵ ساله قابل بازپرداخت بود و باید بازپرداخت آن به ارز شخص ثالث یا از محل صادرات دو کشور انجام شود. پروژه راه آهن اجرا شده توسط شرکت مهندسی ساختمان چین شامل ساخت ۳۲۰ پل، ۲۲ تونل و ۲۲۲۵ پلچک در امتداد مسیر قطار بود و نیاز به تامین مالی اضافی از سوی چینی ها برای تامین هزینه های برق، قطار نورد، ریل فولادی، تجهیزات سیگنالینگ، سیمان، ایستگاه‌ها، یک مدرسه آموزشی، کارگاه‌ها و سایر زیرساخت‌های مرتبط داشت. از سال ۲۰۱۰، چین به حمایت فنی و مالی خود از تازارا با تأمین مالی و ارتقاء راه آهن برای دستیابی به افزایش کارایی عملیاتی برای کمک به برآوردن تقاضای رو به رشد مسافر و تجارت ادامه داده است.

### پل وحدت
پل وحدت یا Ponte da Unidad/Umoja پلی به طول ۷۲۰ متر است که تانزانیا را به موزامبیک از طریق رودخانه رووما متصل می کند. شرکت مهندسی زمین چین این پروژه را با بودجه دولت های تانزانیا و موزامبیک با هزینه کل ۲۶.۸ میلیون دلار اجرا کرد. این پل که در ماه مه ۲۰۱۰ افتتاح شد، هزینه های تجاری در منطقه را با تسهیل یک مسیر در دسترس تر برای تجارت و سفر بین آفریقای جنوبی و شرق آفریقا کاهش می دهد.

### ورزشگاه ملی
در سال ۲۰۰۷ گروه مهندسی ساخت و ساز پکن ساخت ورزشگاه ملی تانزانیا واقع در دارالسلام را تکمیل کرد. هزینه ساخت ورزشگاه جدید بیش از ۶۰ میلیون دلار برآورد شد و دولت تانزانیا بیش از نیمی از کل بودجه پروژه را به عهده گرفت. این ورزشگاه یکی دیگر از دستاوردهای برجسته در روابط چین و تانزانیا در نظر گرفته می‌شود، احساسی که ون جیابائو، نخست‌وزیر سابق چین، بر ساخت و ساز باکیفیت و اهمیت همکاری دو کشور در بازدید خود از این مکان در سال ۲۰۰۶ تاکید کرد.

### بندر باگامویو
باگامویو محل یک منطقه ویژه اقتصادی است که توسط چین اداره می شود با یک بندر بزرگ که توسط هلدینگ بندر بازرگانان چین ساخته شده است. در سال ۲۰۱۲، دولت تانزانیا، عمان و هلدینگ بندرهای بازرگانان چین بر سر پروژه ابتکاری یک کمربند و جاده با سرمایه گذاری کل بیش از ۱۰ میلیارد دلار به توافق رسیدند. علاوه بر خود بندر، سایت ۳۰۰۰ هکتاری راه‌آهن جدید استاندارد تانزانیا و راه‌آهن تانزانیا-زامبیا را به هم پیوند خواهد داد. با این حال، این پروژه با چالش های متعددی مواجه شد، از جمله در سال ۲۰۱۶، زمانی که پروژه برای مدت کوتاهی لغو شد.

### فرودگاه بین المللی زنگبار
در ژانویه ۲۰۱۱، گروه مهندسی ساخت و ساز چینی پکن ارتقاء فرودگاه بین المللی زنگبار در تانزانیا را با بازسازی ترمینال ۲ و ساخت ترمینال ۳ آغاز کرد. دولت تانزانیا ۷۰ میلیون دلار از بانک اگزیم چین برای حمایت از این پروژه دریافت کرد که پیش بینی می شود سالانه از سفر ۱.۵ میلیون مسافر پشتیبانی کند. این پروژه علاوه بر گسترش حمل و نقل هوایی برای مسافران، حمل و نقل هوایی کالا به زنگبار و از زنگبار را نیز با ارائه یک فرودگاه امن و قابل اعتماد برای هواپیماهای بزرگ و حجم بالای پرواز، بهبود می بخشد.

## بهره برداری از معادن
در سپتامبر ۲۰۱۱، شرکت سیچوان هونگدا چین قراردادی را با تانزانیا برای استخراج سنگ آهن و زغال سنگ امضا کرد. سرمایه گذاری مشترک با شرکت توسعه ملی تانزانیا بیش از ۳ میلیارد دلار ارزش دارد.  این پروژه به تانزانیا امکان دسترسی به توافقات با دولت چین، از جمله تامین مالی خطوط لوله گاز طبیعی، توسعه نیروگاه، و همچنین ارتقاء بندر، راه آهن و جاده را داده است. این منابع معدنی در مناطق دور از ساحل متمرکز شده‌اند و چالش‌های زیرساختی و لجستیکی را ایجاد می‌کنند که فعالیت‌های اقتصادی مانند تجارت را محدود می‌کند. این امر از شرکت‌های کاوشگر و شرکای معدنی آنها مشهود است که به پروژه‌های بزرگ جنوب و شرق تانزانیا نگاه می‌کنند و زیرساخت‌ها را عامل بازدارنده اصلی سرمایه‌گذاری می‌دانند. شرکت‌های معدنی به شبکه‌های زیرساختی نیاز دارند که بتواند بارهای با تناژ بالا را تحمل کند، که به طور گسترده وجود ندارد و فاقد حمایت و سرمایه‌گذاری سهامداران دولتی است. با این حال، کریدور توسعه مرکزی درگیر برنامه ریزی قابل توجهی برای بهبود زیرساخت ها در منطقه معدن طلای شمال غربی و مناطق ذخیره نیکل و سنگ آهن در امتداد مرزهای رواندا و بوروندی است. زیرساخت‌های سازمانی از طریق حمل‌ونقل ترانزیت کریدور مرکزی در دسترس است، که راه‌ها را حفظ و تنظیم می‌کند، اما برای بهبود خطوط راه‌آهن و بهبود شبکه برق کار چندانی انجام نداده است.

## فناوری اطلاعات و ارتباطات (ICT)
موسسات مالی چینی و شرکت های فناوری از انقلاب مخابراتی تانزانیا در دهه های ۱۹۹۰ و ۲۰۰۰ حمایت کردند.  در فوریه ۲۰۰۹، ستون فقرات فیبر نوری پهن باند ملی تانزانیا (NICTBB) برای ارائه خدمات ICT با ظرفیت بالاتر با نرخ مقرون به صرفه تر راه اندازی شد تا تانزانیا را به قطب دیجیتال آفریقای شرقی تبدیل کند. این پروژه با ۲۶۴ میلیون دلار وام از بانک اگزیم چین تامین مالی شد و توسط شرکت ساخت و ساز مخابرات بین المللی چین (CITCC) و هواوی اجرا شد. در سال ۲۰۱۰، فاز دوم پروژه NICTBB با ۱۰۰ میلیون دلار وام اضافی از بانک Exim چین با این شرط که تامین کنندگان و تجهیزات چینی برای این پروژه استفاده شوند، راه اندازی شد. بنابراین، همکاری با CITCC و Huawei ادامه یافت. این پروژه برای کاهش هزینه های ارتباطات، ترویج آموزش الکترونیکی، سلامت الکترونیک، تجارت الکترونیک، دولت الکترونیک و تسهیل توسعه علم و فناوری استفاده می شود.

## نمایندگی های سیاسی
- سفارت چین در دارالسلام است و سرکنسولگری این کشور در زنگبار واقع شده است.[۱۱]
- سفارت تانزانیا در پکن است و سرکنسولگری این کشور در گوانگ‌ژو واقع شده است.[۱۲]

## همکاری پزشکی
کشتی بیمارستانی Peace Ark نیروی دریایی ارتش آزادی بخش خلق در ماموریت پزشکی خود در آفریقا در سال ۲۰۱۷ به تانزانیا سفر کرد و در آنجا ۶۴۲۱ بیمار تانزانیایی را درمان کرد.: 284 